# Allium shinasii
Allium shinasii — вид квіткових рослин з підродини цибулевих (Allioideae). Ендемік Туреччини.